# Jaqueirense Sport Club
Jaqueirense Sport Club é  um clube brasileiro de futebol, do Povoado Chã da Jaqueira, localizado na cidade de Atalaia, no estado de Alagoas. Suas cores são verde e branca.

## Atualmente
Mesmo diante de limitações e desafios, o Jaqueirense permanece ativo e competitivo. Atualmente, disputa a 1ª divisão do Campeonato Atalaiense, mantendo uma agenda regular de jogos amistosos aos domingos, o que ajuda a manter viva a paixão pelo clube.
A celebração do aniversário do Jaqueirense é um dos momentos mais esperados do ano no povoado. A tradicional partida festiva reúne veteranos, atletas da atualidade, moradores e torcedores, num encontro marcado pela alegria e pela celebração da sua rica história.

## Historia
Fundado em 12 de dezembro de 1972, o Jaqueirense Sport Clube foi o primeiro time de futebol a representar oficialmente o povoado Chã da Jaqueira, em Atalaia-AL. Seu surgimento trouxe identidade esportiva para a região e marcou o início de uma longa trajetória de amor ao futebol local.
Com o passar dos anos, o clube se consolidou como símbolo de resistência, cultura e união entre os moradores.

## Rivalidades
O Clube ostenta uma grande rivalidade com o Ouricuri.